# Schlumbergera
Schlumbergera (Schlumbergera) je rod epifytických kaktusů z tropické části Brazílie. Patří sem známý vánoční kaktus. Podobný velikonoční kaktus patří do rodu Hatiora (dříve Rhipsalidopsis).

## Historie
První druh byl popsán podle vzorků rostoucích v Královské botanické zahradě Kew jako Epiphyllum truncatum v roce 1819. Epiphyllum russellianum bylo dovezeno v roce 1839. W. Bucklei oba druhy začal křížit a v roce 1852 je představil veřejnosti. V roce 1860 již byla k dispozici řada kultivarů různých tvarů a barev a začaly být značně oblíbeny. V první polovině 20. století obliba vánočních kaktusů upadla. Oživení nastalo až v 50. letech, kdy bylo novým křížením a vyvoláním mutací dosaženo nových barev, včetně čistě žluté.
V roce 1980 začalo křížení s novým druhem Schlumbergera orssichiana objeveným v roce 1976. Vznikly moderní kultivary, které jsou základem současné zahradnické nabídky.
Schlumbergera microsphaerica byla popsána Karlem Schumannem v roce 1890 jako Cereus microsphaericus
Schlumbergera opuntioides byla popsána Karlem Schumannem v roce 1897 jako Epiphyllum obovatum.
V roce 1902 popsal N. E. Brown bělokvětou formu Schlumbergera truncata jako Epiphyllum delicatum. Dnes není jako samostatný druh uznáván.
Schlumbergera kautskyi byla popsána v roce 1991.

## Taxonomie
Rod Schlumbergera poprvé popsal Charles Lemaire v roce 1858 a zařadil do něj jediný druh Epiphyllum russellianum, který přejmenoval na Schlumbergera epiphylloides. Další známý druh Epiphyllum truncatum ponechal v jiném rodě. V roce 1890 K. Schumann vytvořil rod Zygocactus a zařadil do něj Epiphyllum truncatum jako Zygocactus truncatus. Ačkoliv později tuto kombinaci zrušil a převedl druh zpět do rodu Epiphyllum, stal se rod Zygocactus široce používaným. V roce 1953 Reid Venable Moran umístil oba druhy Schlumbergera russelliana a Zygocactus truncatus do rodu Schlumbergera. Další druhy převedl poté David Hunt. Rod nyní obsahuje tyto druhy.
Schlumbergera kautskyi (Horobin & McMillan) N.P.Taylor
syn. S. truncata subsp. kautskyi Horobin & McMillan
Schlumbergera microsphaerica (K.Schum.) Hoevel
syn. Cereus microsphaerica K.Schum., Epiphyllanthus microsphaericus (K.Schum.) Britton & Rose, Cereus obtusangulus K.Schum., Epiphyllanthus obtusangulus (K.Schum.) A.Berger, Zygocactus obtusangulus (K.Schum.) Loefgr., Schlumbergera obtusangula (K.Schum.) D.R.Hunt
Schlumbergera microsphaerica subsp. candida (Loefgren) D. R. Hunt 1995
syn. Zygocactus candidus Loefgren 1918, Epiphyllum candidum Barbosa Rodrigues ex Loefgren
Schlumbergera opuntioides (Loefgr. & Dusén) D.R.Hunt
syn. Epiphyllum opuntioides Loefgr. & Dusén, Zygocactus opuntioides (Loefgr. & Dusén) Loefgr., Epiphyllanthus opuntioides (Loefgr. & Dusén) Moran, Epiphyllum obovatum Engelmann ex K. Schumann 1897,
Schlumbergera orssichiana Barthlott & McMillan
Schlumbergera russelliana (Hook.) Britton & Rose
syn. Epiphyllum russellianum Hook., S. epiphylloides Lemaire, nom. illeg.
Schlumbergera truncata (Haw.) Moran
syn. Epiphyllum truncatum Haw., Zygocactus truncatus (Haw.) K.Schum., nom. illeg., Epiphyllum altensteinii Pfeiffer 1837, Zygocactus altensteinii (Pfeiffer)K.Schumann 1890, Epiphyllum ruckeri Paxton 1845, Epiphyllum bridgesii Lemaire 1861

## Výskyt

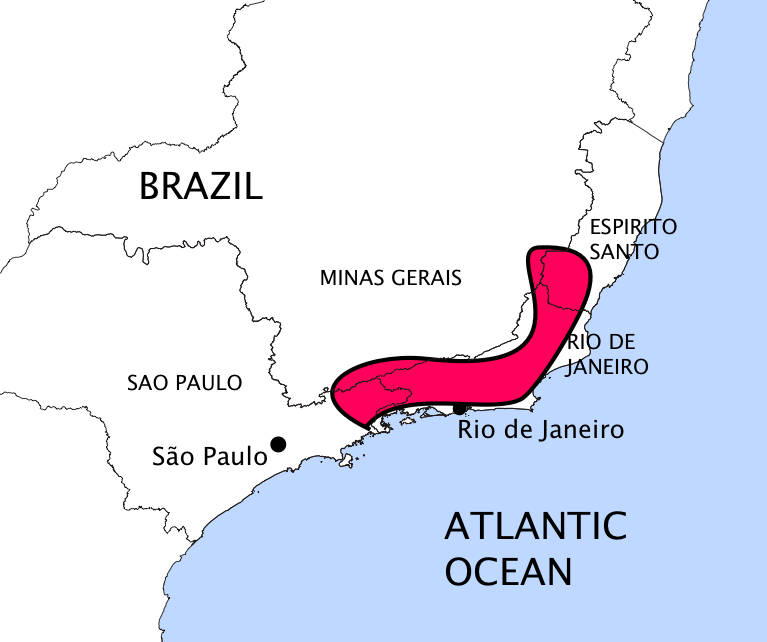
Jednotlivé lokality jsou izolované, areál výskytu není kontinuální.

Areál rozšíření je v jihovýchodní Brazílii ve státech Rio de Janeiro, São Paulo, Minas Gerais a Espírito Santo. Zde rostou na svazích pobřežních hor. Je zde vysoká vzdušná vlhkost díky větrů vanoucím od moře. Dešťové srážky dosahují až 2000 mm/rok. Průměrné denní teploty neklesají pod 15 °C. Areál jednotlivých druhů je malý, není souvislý a zahrnuje obvykle několik menších lokalit.
Schlumbergera truncata
roste jen na malém území v pobřežním pohoří Serra dos Órgãos v chráněném území Parque Nacional da Serra dos Órgãos a v pohoří Serra do Mar blízko Rio de Janeiro. Zde roste ve výškách 700 až 1000 m n. m.
Schlumbergera russelliana
byla nalezena pouze v pohoří Serra dos Órgãos v chráněném území Parque Nacional da Serra dos Órgãos ve výškách 1400 až 2100 m n. m.
Schlumbergera orssichiana
Areál rozšíření je malý a leží na návětrných východních hřebenech Morro dos Três Picos v pohoří Serra do Mar a v pohoří Serra da Bocaina ve východní Brazílii, ve výšce 1600 až 2500 m n. m. Roste na vysokých stromech nebo na exponovaných skalních stěnách.
Schlumbergera kautskyi
roste na malém areálu na Pico da Pedra Azul ve státě Espírito Santo ve výšce 900 až 1300 m n. m. Převážně roste na skalních stěnách, jen vzácně epifyticky.
Schlumbergera opuntioides
obývá pohoří Mount Itatiaia v chráněném území Itatiaia National Park, dále Serra da Mantiqueira ve státě São Paulo a Serra do Ibitipoca na jihu Minas Gerais.
Schlumbergera microsphaerica
roste ve státech Rio de Janeiro, Minas Gerais a Espírito Santo, na Pico das Agulhas Negras v chráněném území Itatiaia National Park, na Pico do Cristal a na Pico da Bandeira v pohoří Serra do Caparaó, ve výškách 2200 až 2780 m n. m. Roste epifyticky nebo na skalních stěnách.

## Botanické druhy
Tvoří keříky, obvykle převislé, z mnoha kratších, navazujících a větvících se článků. Články jsou buď listovitě zploštělé, nebo více sukulentní. Na konci stonku se někdy tvoří adventivní kořeny. Bazální články tloustnou a dřevnatí. Květy jsou stranově souměrné, zygomorfní a mají dvě série okvětních lístků za sebou. Tyčinky a blizna tvoří sloupek a vyčnívají z květu. Jsou opylovány drobnými kolibříky rodů Phaetornis a Leucochloris, kteří přenášejí pyl na kořeni zobáku na jemných a krátkých pírkách. Plody jsou bobule a mívají méně či více výrazné hrany. Semena jsou oválná až ledvinovitá, hnědá, černá, do 1 mm velká. Plody zůstávají i ve zralosti uzavřené a jsou potravou ptáků, kteří pak šíří semena.
Druhy s listovitými články, převislé keříky.

### Schlumbergera truncata
Články jsou ploché, až 6 cm dlouhé, zubovitě cípaté. Po stranách jsou dva až tři zubaté cípy s areolami. Konec článku je uťatý (lat. truncatus) a mezi dvěma cípy je shluk areol se světlými štětinami. Odsud vyrůstají květy a další články. Květy jsou stranově souměrné – zygomorfní, 5 - 8 cm dlouhé a až 6 cm široké. Mají dvě série okvětních lístků za sebou. Lístky první série jsou menší a ohnuté nazpět. U druhé série jsou horní lístky napřímené dopředu a delší, dolní kratší a zahnuté zpět, čímž vzniká charakteristický tvar. Tyčinky a blizna přečnívají z trubky. Pyl je žlutý. Květy jsou červené, oranžové, růžové. Hruštičkovité plody jsou červené, 1–2 cm dlouhé. Lokální formy byly popsány jako samostatné druhy. Bělokvětá forma byla původně popsána jako samostatný druh Epiphyllum delicatum.

### Schlumbergera russelliana
Články jsou menší, až 4 cm dlouhé, okraje jsou oble vykrajované. Konec článku je oble tupý, bez bočních zubů, se shlukem areol na konci. Květy jsou menší, až 5 cm dlouhé, 4 cm široké a téměř radiálně symetrické, růžové, visící dolů. Pyl je růžový. Plod je zelenožlutý, téměř oblý, nevýrazně hranatý.

### Schlumbergera orssichiana
Články jsou ploché, s výrazným masitým středovým cévním svazkem, zubovitě cípaté, okraje mnohdy zvlněné. Květy jsou velké, 9 cm široké a dlouhé. Okvětní lístky jsou dvoubarevné, ve středu světlé až bílé, po okrajích a na špičce růžové. Květní lůžko je výrazně zelené. Plod je zelenožlutý, hranatý. Nevyžaduje období klidu k násadě květů.

### Schlumbergera kautskyi
Je podobná Schlumbergera truncata, kam byla původně řazena jako varieta. Tvar stonku je značně variabilní. V bočních zářezech chybí areoly. Květy jsou cyklamenově purpurové, vzpřímené, jen 3 cm široké. Plody jsou zelenožluté, hranaté.

Další dva druhy nemají články listovitě zploštělé, ale silné, sukulentní. Vytváří aspoň částečně vzpřímené keře.

### Schlumbergera opuntioides
Může tvořit až 1,2 m vysoké keře. Má zajímavé články, které připomínají články opuncií. Jsou oválně vejčité, 1,5 – 7 cm dlouhé a 0,5 – 3 cm široké, ale jen max. 1 cm silné. Ve stáří bazální články mohutní, stávají se cylindrickými a dřevnatí. Články jsou pokryty areolami. Nesou 5 až 8 malých, štětinovitých, opadavých trnů. Květy jsou až 6 cm dlouhé, 4,5 cm široké, stranově souměrné, růžovofialové. Plody jsou zelené, oblé, s 4 - 5 hranami.

### Schlumbergera microsphaerica
Rostou vzpřímeně. Články jsou cylindrické, 1,5 - 6 cm dlouhé a 0,5 cm široké. Jsou pokryté areolami, které nesou několik krátkých žlutých štětin nebo jsou holé. Květy jsou až 4 cm dlouhé a 1,5 cm široké, zygomorfní až radiálně symetrické, převislé, fuchsiově fialové až bělavé. Plody jsou zelené, s pěti hranami. Poddruh candida má články asi 6 cm dlouhé, dokonale cylindrické a zygomorfní, čistě bílé květy.

## Vánoční kaktus
Vznikl křížením více botanických druhů. Kultivary jsou rozděleny do několika skupin. První hybridy vznikly v 2. polovině 19. století křížením tehdy známých druhů Schlumbergera truncata a Schlumbergera russelliana.

### cv.Truncata
Skupina obsahuje hybridy se znaky druhu Schlumbergera truncata. Mají ostře cípaté články, květy rostou v úhlu k článkům vzpřímeně, pyl je žlutý. Bělokvěté kultivary odvozené od formy delicatum jsou známé jako cv. Zimní pohádka. V Americe je nazýván Thanksgiving Cactus, Crab Cactus nebo Claw Cactus. Kvetou o něco dříve než zástupci skupiny Buckleyi .

### cv.Buckleyi
Skupina obsahuje hybridy bližší druhu Schlumbergera russelliana. Články jsou oble vroubkované, květy převislé, pyl růžový. Především zástupci této skupiny jsou historicky rozšířeny v našich zemích, staré formy mají růžovofialové květy. Tato skupina je považována za pravý Christmas Cactus, kvetou obvykle v prosinci.
S objevem nových druhů pokračovalo nové šlechtění.

### cv.Reginae
Skupina vznikla křížením starých hybridů cv. Truncata se Schlumbergera orssichiana, která kultivarům poskytla až 9 cm velké květy a nezávislost násady květů na délce dne. Okvětní lístky mohou být dvoubarevné, ve středu výrazně světlejší až bílé. Hybridy této skupiny jsou nyní ve velkém nabízeny v obchodech. V Československu byl vyšlechtěn kultivar cv. Lysá (podle města Lysá nad Labem).

### cv.Exotica
je skupina několika málo hybridů odvozených od Schlumbergera opuntioides. Nejsou komerčně využity.

### cv.Eprica
Takto byl označen hybrid mezi Schlumbergera russelliana a Schlumbergera orssichiana.

## Pěstování
Růstový cyklus původních druhů a hybridů skupin cv. Truncata a cv. Buckleyi je poměrně složitý. V lednu pokračuje a končí období kvetení. Poté následuje asi dvouměsíční období klidu při nižší teplotě okolo 12 °C a občasné zálivce. Růstové období je od dubna do srpna až září, v letních měsících je vhodné letnění v zahradě. Vyhovuje bohatá zálivka a přihnojování. Přibližně od půlky září do listopadu probíhá klidové období, které spolu se zkracujícím se denním osvětlením vede k násadě květů. V tomto období jsou vhodné nižší teploty a vyšší vzdušná vlhkost. Následuje období kvetení, u skupiny Truncata asi od listopadu, u skupiny Buckleyi od prosince. V USA jsou hybridy skupiny Truncata tradičně prodávány na Den díkuvzdání, proto jsou nazývány Thanksgiving cactus, zatímco hybridy skupiny Buckleyi se nazývají Christmas cactus. Přenesení z chladného a vlhkého prostředí, kde se vyvinula násada poupat, např. verandy, do teplého a suchého prostředí pokoje může vést k opadu poupat.
Moderní hybridy skupiny Reginae nasazují květy i bez podzimního klidového období a pěstírny je nabízejí nakvetlé celoročně.
Vyhovuje světlé stanoviště, je však potřebná ochrana před přímým sluncem, které je může poškodit. Zalévat je třeba mírně a zemina by měla mezi jednotlivými zálivkami mírně proschnout. Substrát má mít kyselou reakci, být vzdušný a jen mírně vlhký. Doporučuje se rosení. Když se objeví poupata, je možné vánoční kaktus přenést do teplejšího, ale vlhkého prostředí, případně přihnojit a omezit zálivku.
Nejsnadnějším způsobem množení vánočního kaktusu je takzvané řízkování. Kaktus můžeme řízkovat během celého roku, ale vždy v období odkvětu. Postupujeme tak, že odstřihneme větvičku za 2. až 3. článkem od konce a ponoříme do sklenice s vodou. Počkáme několik dní, dokud se neobjeví malé kořínky, a poté rostlinku opatrně přesadíme do připraveného substrátu.

## Galerie

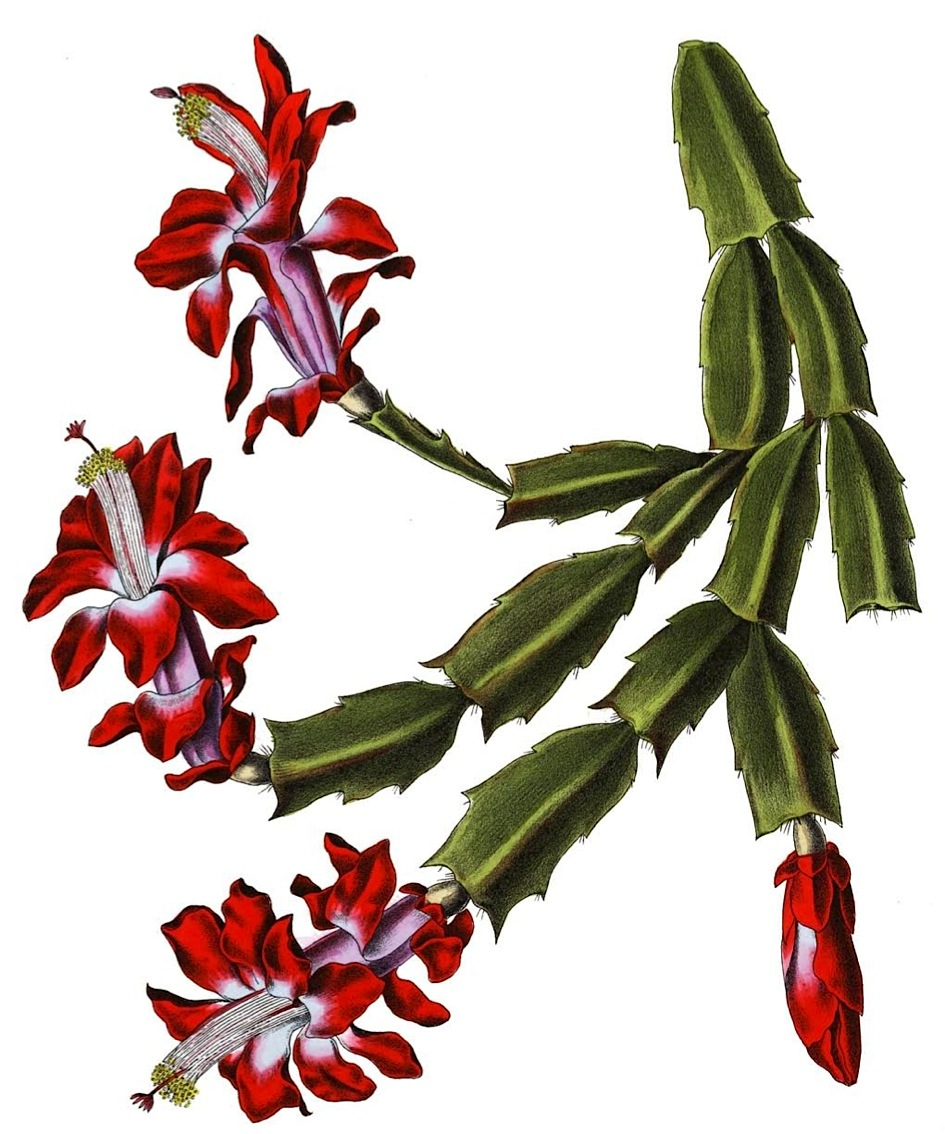
Schlumbergera truncata, Schumann, Gürke & Vaupel, 1904.
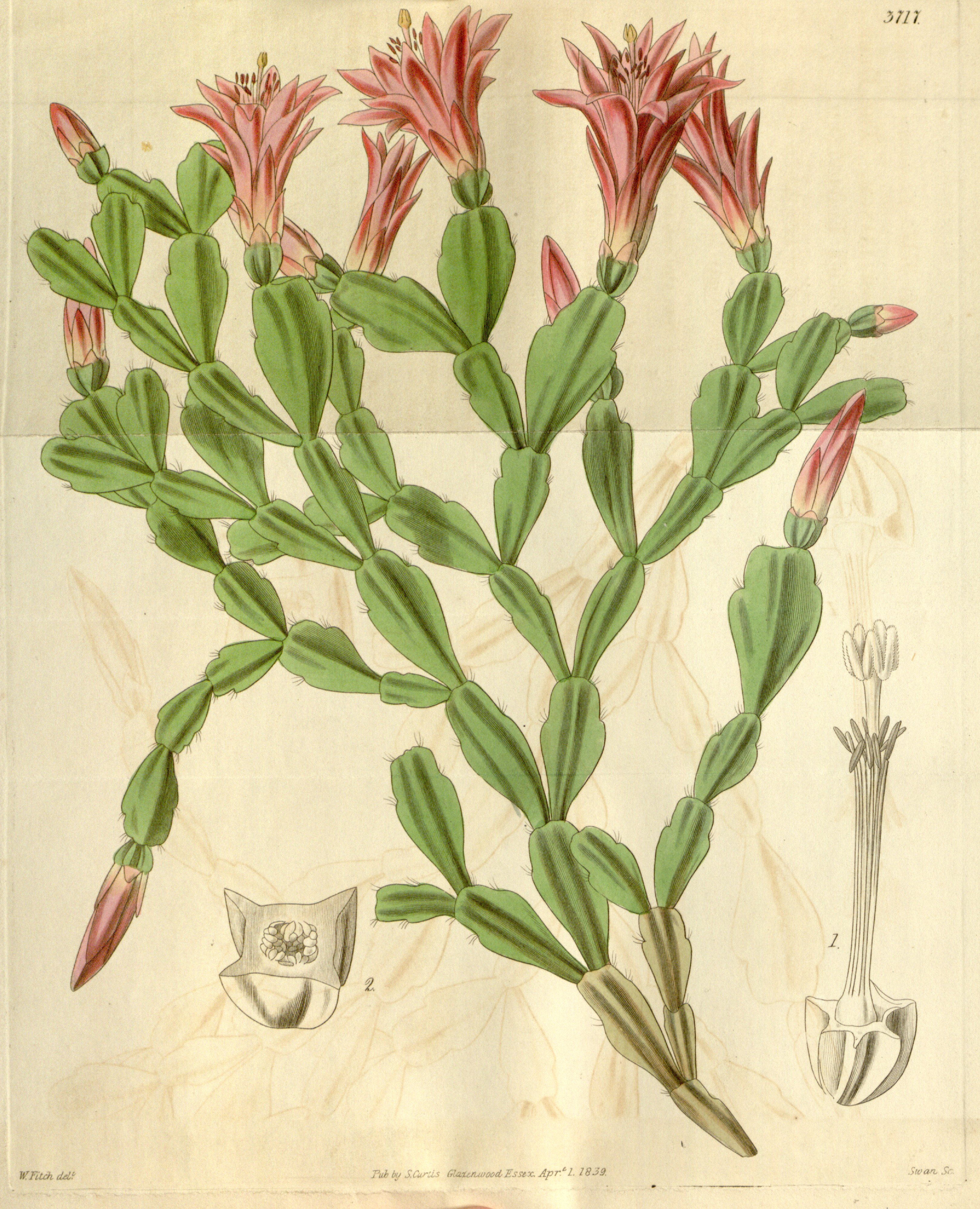
Schlumbergera russelliana, Hooker, 1837.
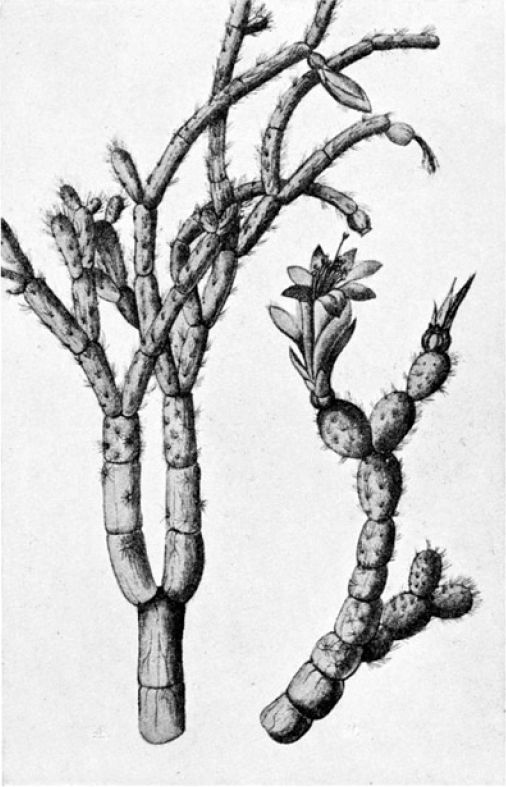
Schlumbergera microsphaerica Britton N.L. & Rose J.N., 1923.
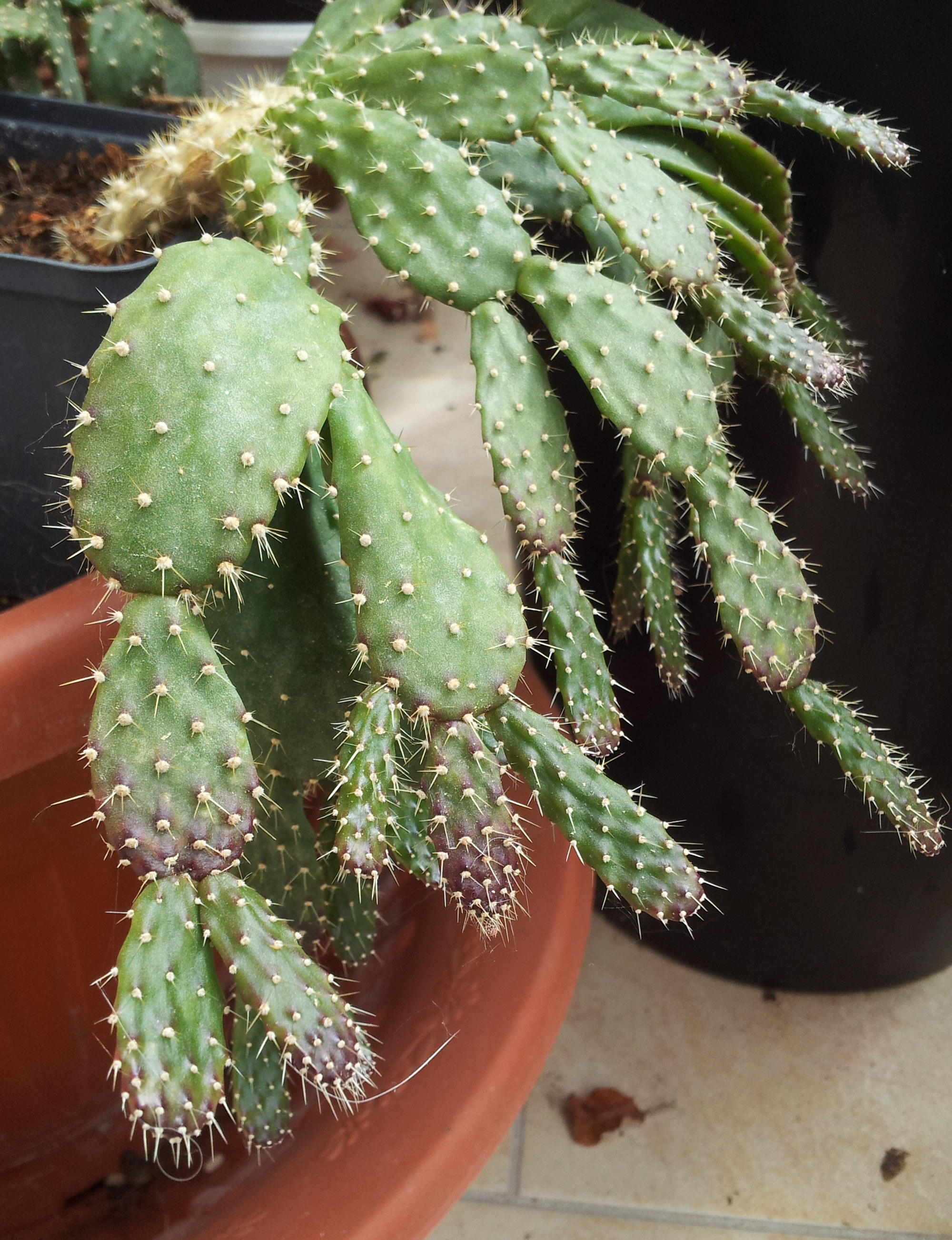
Schlumbergera opuntioides
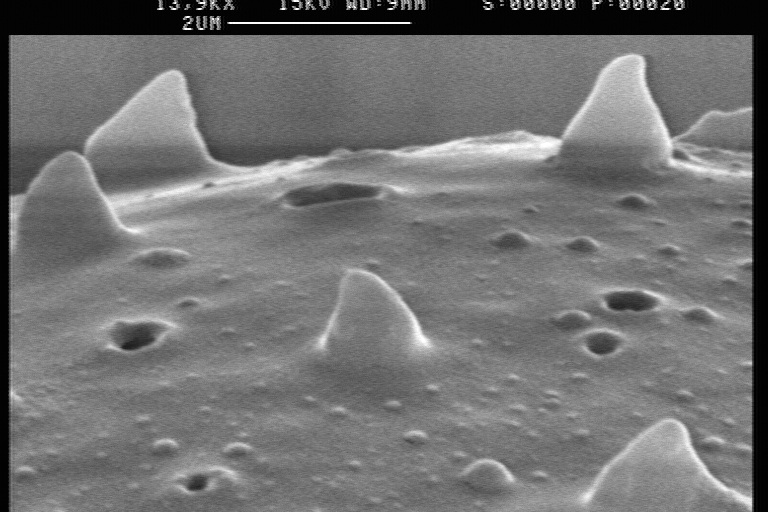
Povrch pylu Schlumbergera truncata.
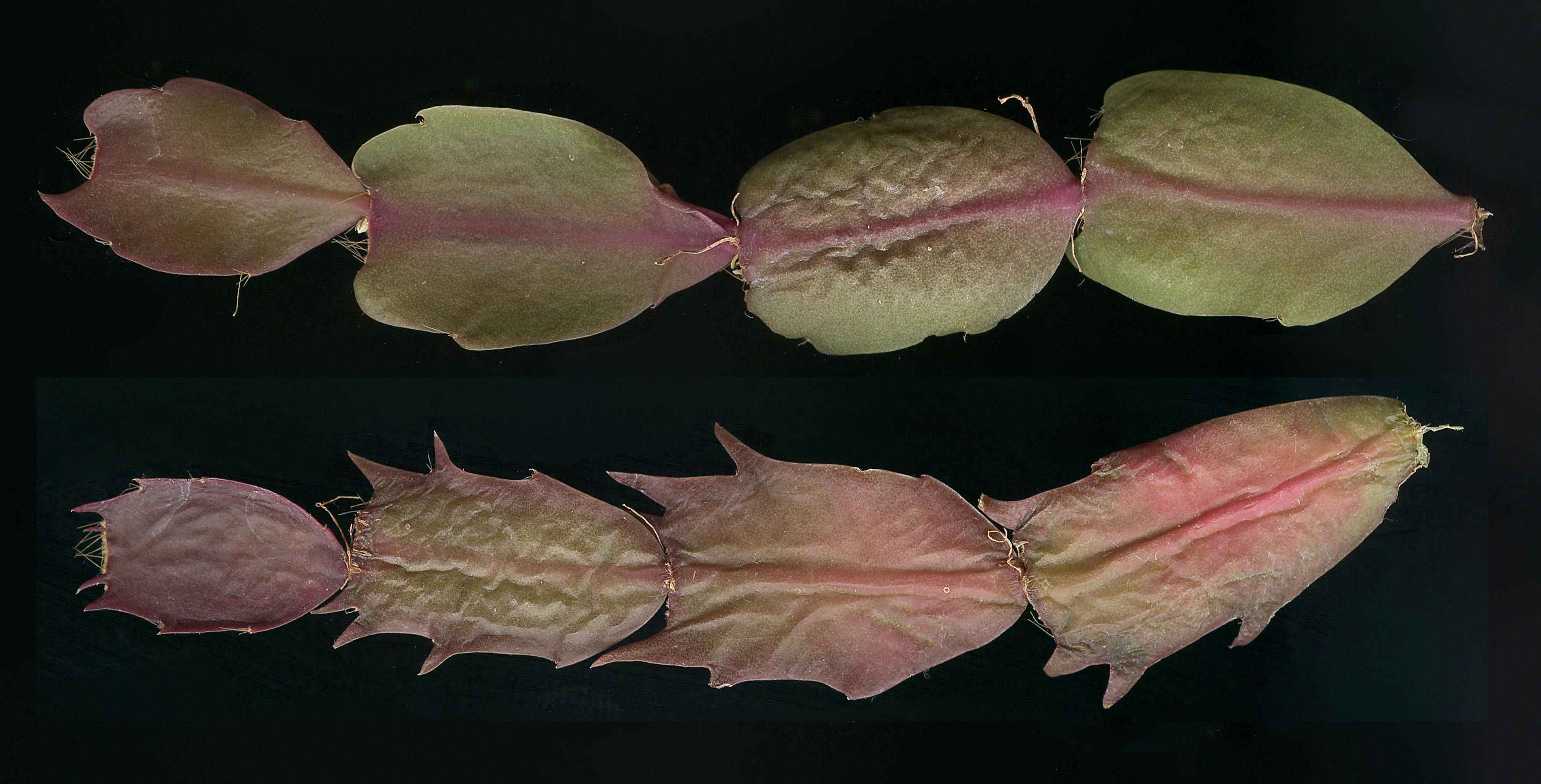
Nahoře stonek skupiny cv. Buckley, dole stonek cv. Truncata.
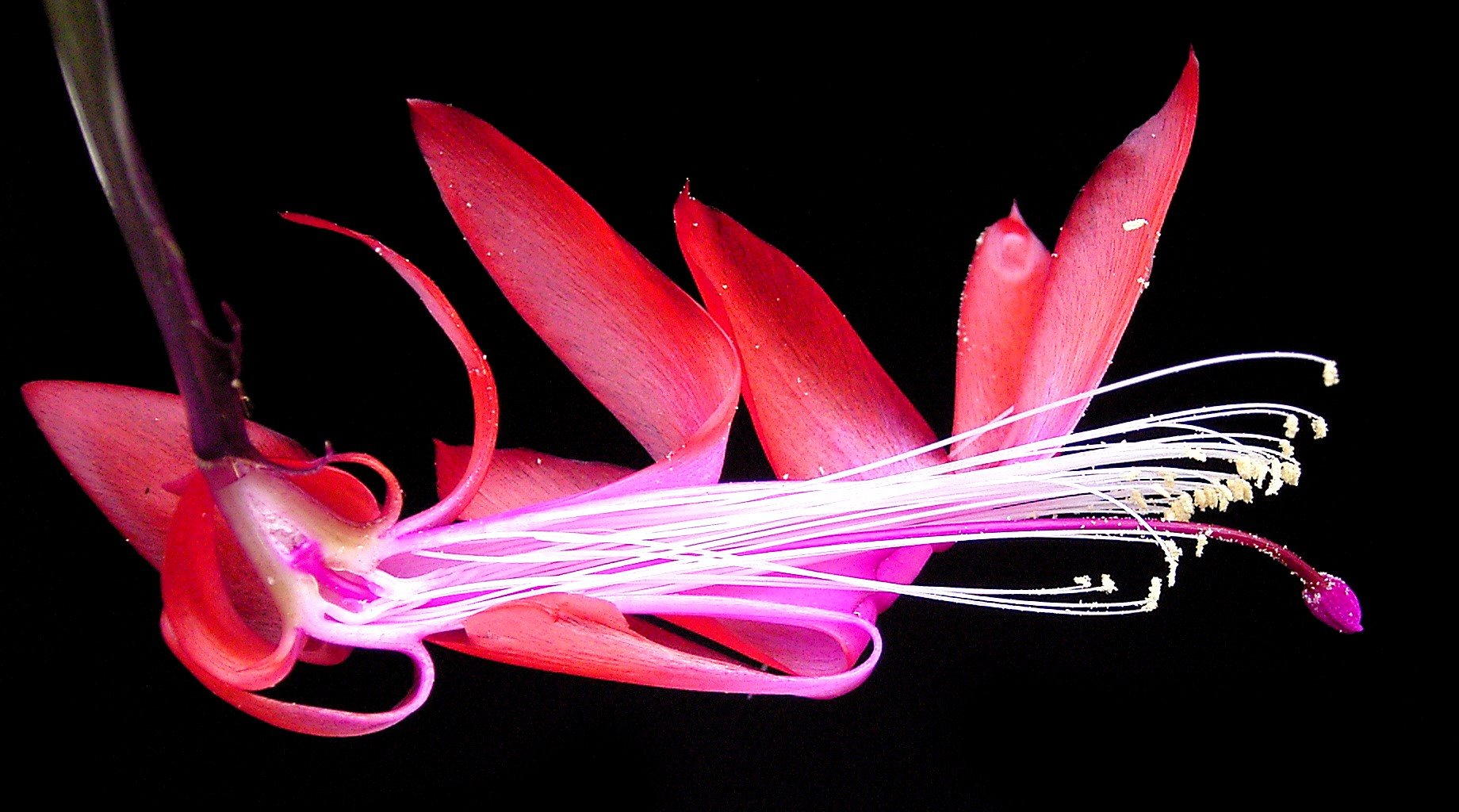
Průřez zygomorfním květem cv. Truncata
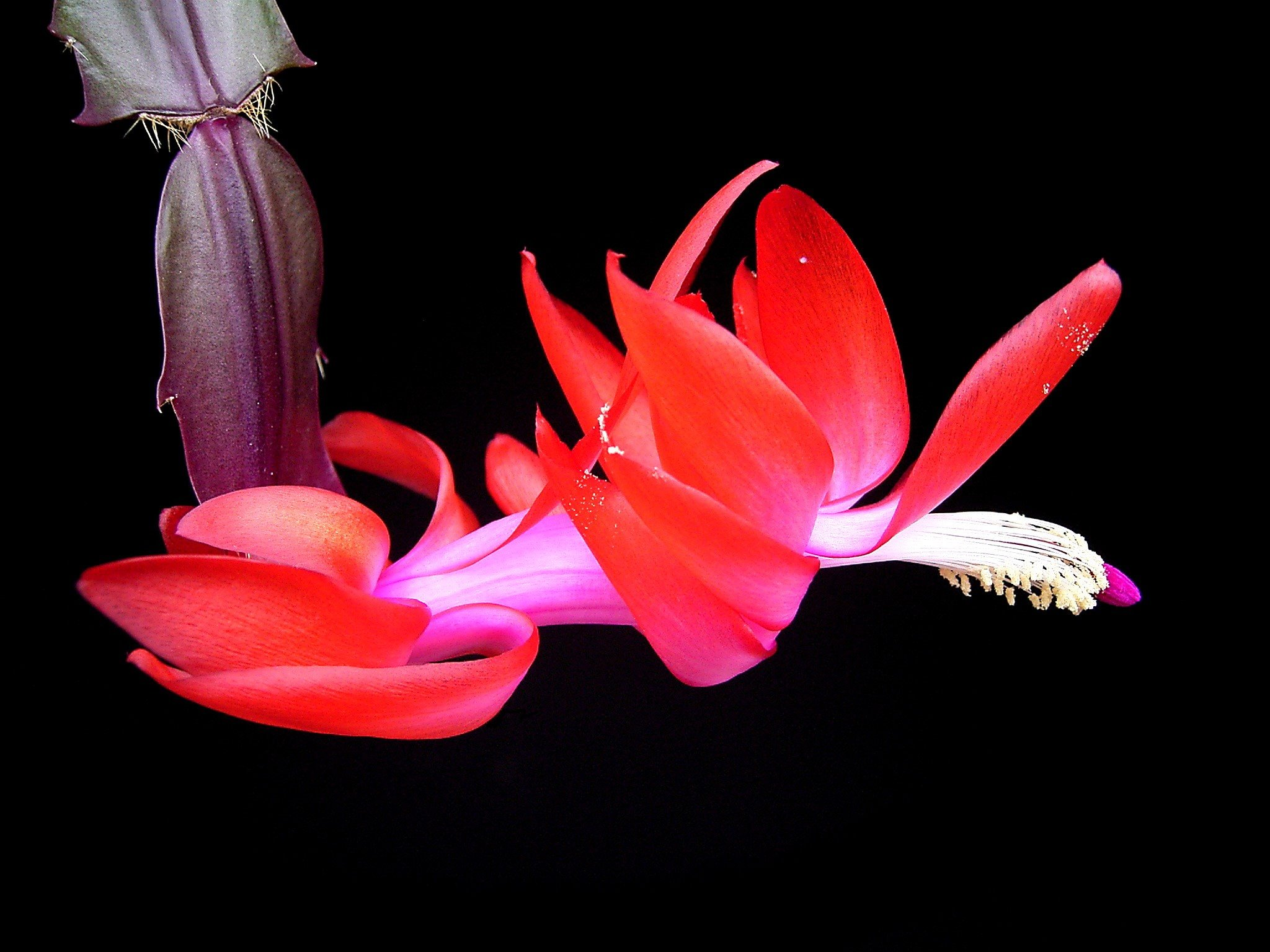
Květy skupiny cv. Truncata jsou postaveny v ostrém úhlu ke stonku a mají červenou bliznu.
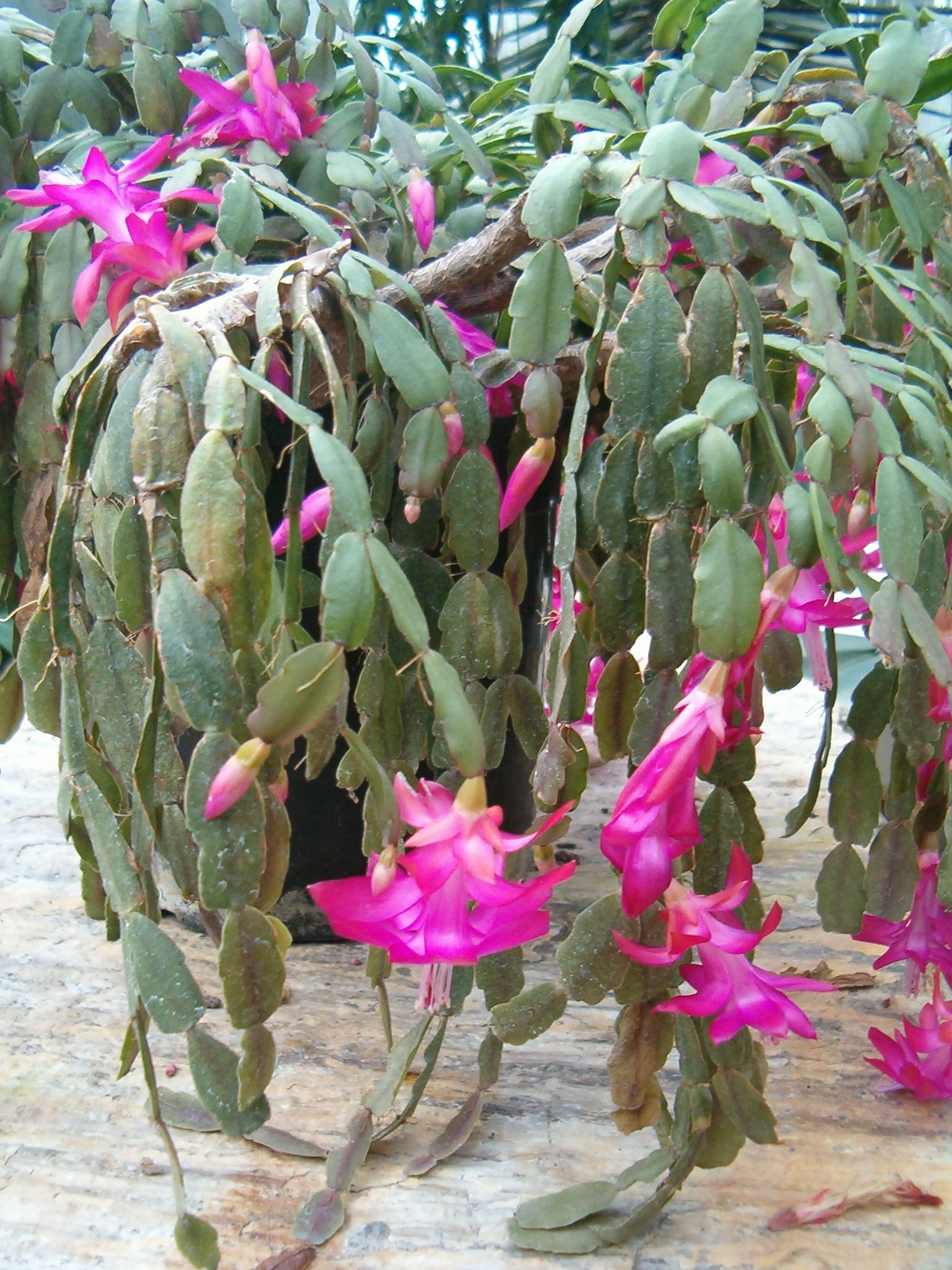
Klasický hybrid skupiny cv. Buckley.
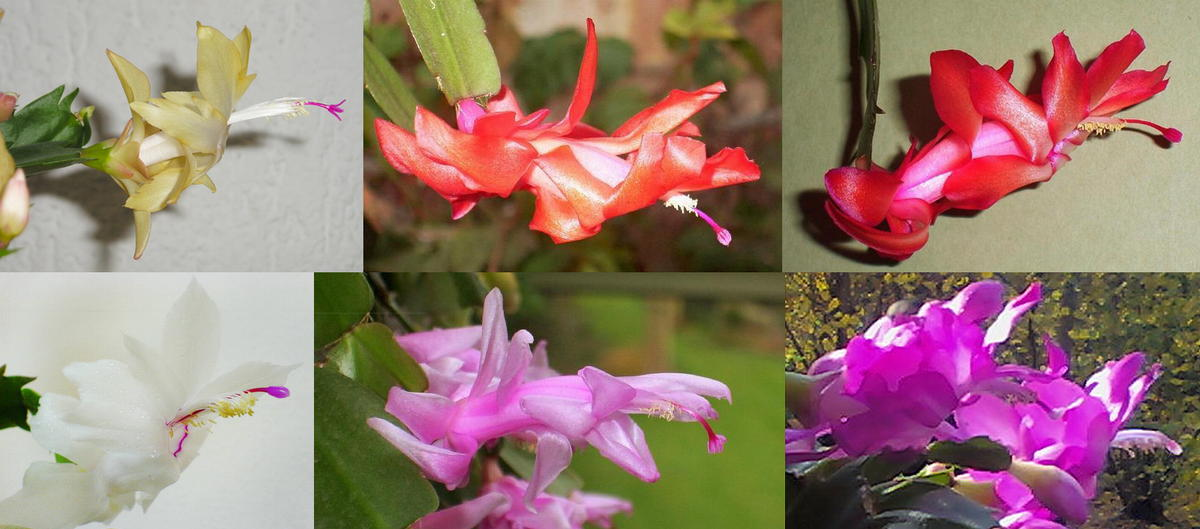
Barvy květů moderních hybridů skupin cv. Buckley a cv. Truncata
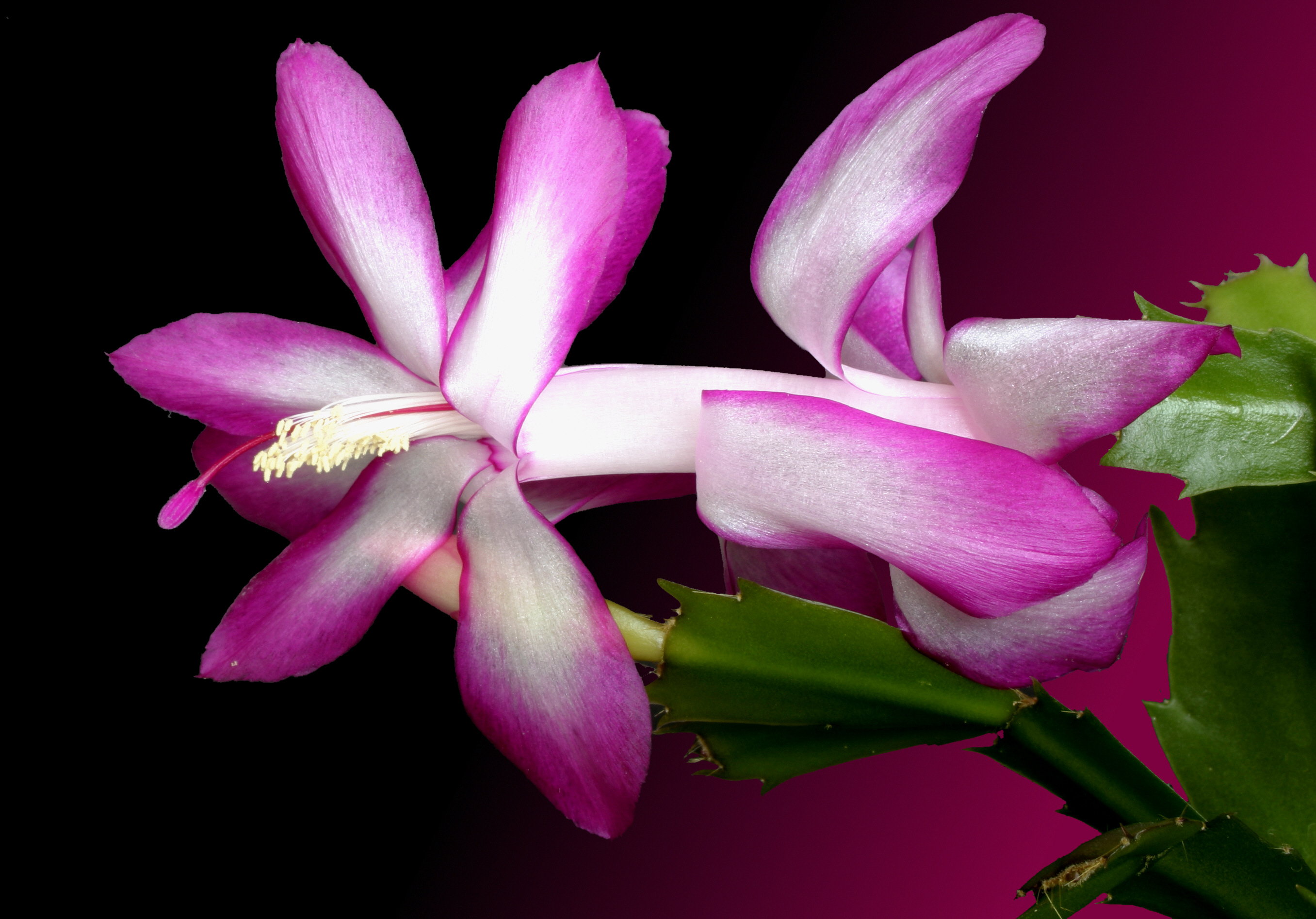
Květ moderních hybridů cv. Reginae má často výrazný podíl bílé.
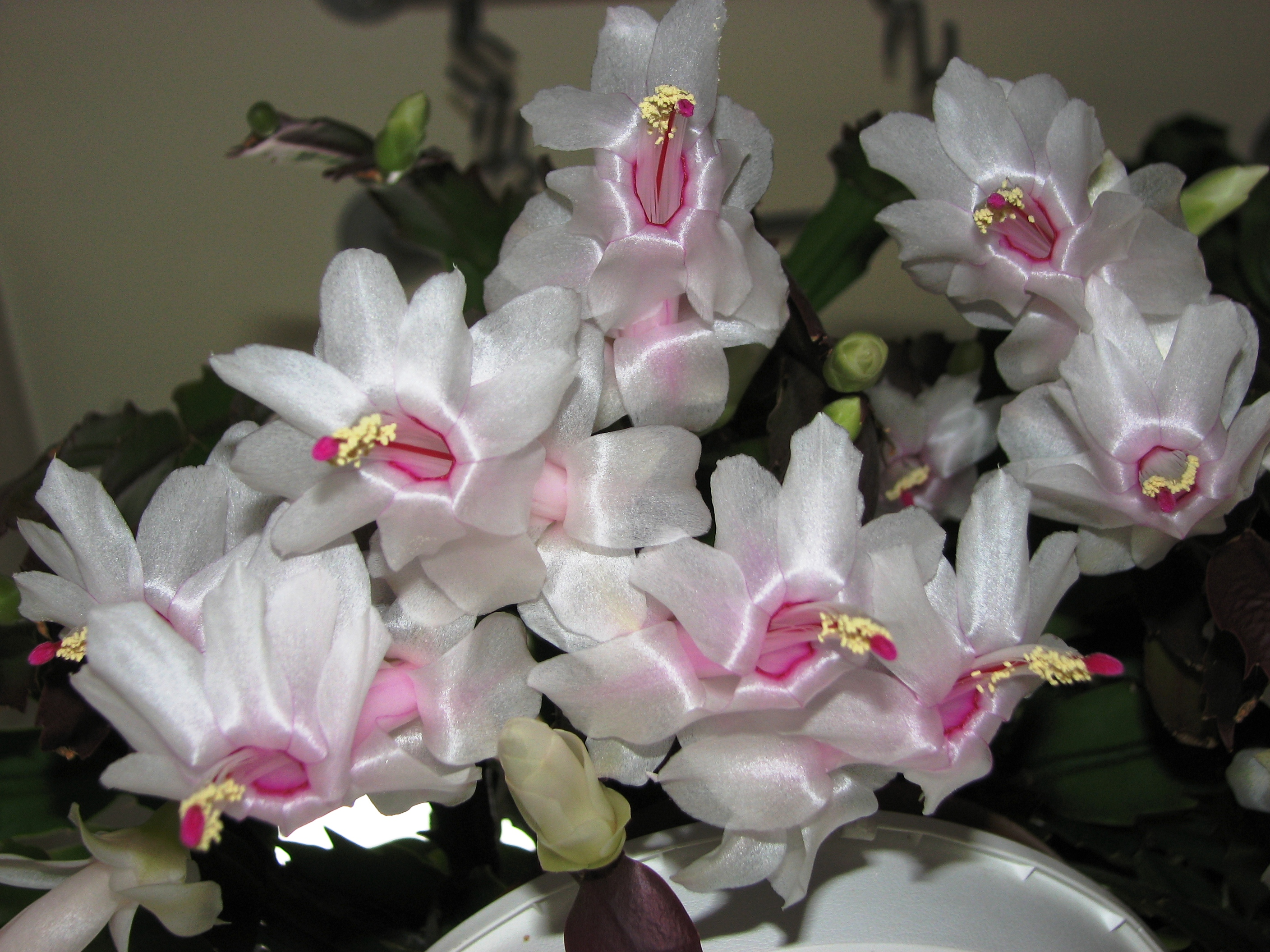
Bělokvětý kultivar Witte Eva